# 傑伊·富爾頓
傑伊·富爾頓（英語：Jay Fulton；1994年4月4日—）是一位蘇格蘭足球運動員，在場上的位置是中場。現效力於英冠球隊史雲斯。